# Bundesstraße 246a
Pour les articles homonymes, voir Route 246.
La Bundesstraße 246a est une Bundesstraße du Land de Saxe-Anhalt.
Elle forme un arc semi-circulaire à l'est, au sud et à l'ouest autour de la capitale du Land Magdebourg.

## Histoire
Le numéro 246a est attribué à l'époque de la République démocratique allemande. Contrairement à la République fédérale d’Allemagne, où de nouveaux numéros apparaissent à partir de 399, les numéros avec une extension en RDA reçoivent la lettre A.
Schönebeck (Elbe) a un contournement, achevé en 2013. La première étape de planification de la Landesstraße 65 (rond-point) à la jonction de Schönebeck sur l'A 14 est réalisée en 2004. La deuxième section de la planification est achevée le 27 avril 2009. Cette section relie la Landesstraße 51 à la L 65. La troisième section de planification est achevée le 27 août 2013 avec l'inauguration du Schönebecker Elbauenbrücke sur l'Elbe.

## Source
- (de) Cet article est partiellement ou en totalité issu de l’article de Wikipédia en allemand intitulé « Bundesstraße 246a » (voir la liste des auteurs).